# 2-Hidroksiglutarat sintaza
2-Hidroksiglutarat sintaza (EC 2.3.3.11, 2-hidroksiglutaratna sintetaza, alfa-hidroksiglutaratna sintaza, hidroksiglutaratna sintaza, 2-hidroksiglutaratna glioksilatna lijaza (KoA-propanoilacija)) je enzim sa sistematskim imenom propanoil-KoA:glioksilat C-propanoiltransferaza (tioestar-hidrolising, formira 2-karboksietil). Ovaj enzim katalizuje sledeću hemijsku reakciju
propanoil-KoA + H2O + glioksilat {\displaystyle \rightleftharpoons } 2-hidroksiglutarat + KoA

## Literatura
- Nicholas C. Price; Lewis Stevens (1999). Fundamentals of Enzymology: The Cell and Molecular Biology of Catalytic Proteins (Third изд.). USA: Oxford University Press. ISBN 019850229X.
- Eric J. Toone (2006). Advances in Enzymology and Related Areas of Molecular Biology, Protein Evolution (Volume 75 изд.). Wiley-Interscience. ISBN 0471205036.
- Branden C; Tooze J. Introduction to Protein Structure. New York, NY: Garland Publishing. ISBN 0-8153-2305-0.
- Irwin H. Segel. Enzyme Kinetics: Behavior and Analysis of Rapid Equilibrium and Steady-State Enzyme Systems (Book 44 изд.). Wiley Classics Library. ISBN 0471303097.

## Spoljašnje veze
- 2-hydroxyglutarate+synthase на 